# Karatepa
Karatepa (ouzbek : Qoratepa / Қоратепа) est un village de type urbain d'Ouzbékistan, situé sur le territoire du raïon de Kamachinsky, Province de Kachkadaria.
Le statut de village de type urbain a été obtenu en 2009.
Sur le versant nord de la montagne coule la rivière Ilansay et se trouvent les peinture rupestre d'Ilansay.